# Ipomoea perrieri

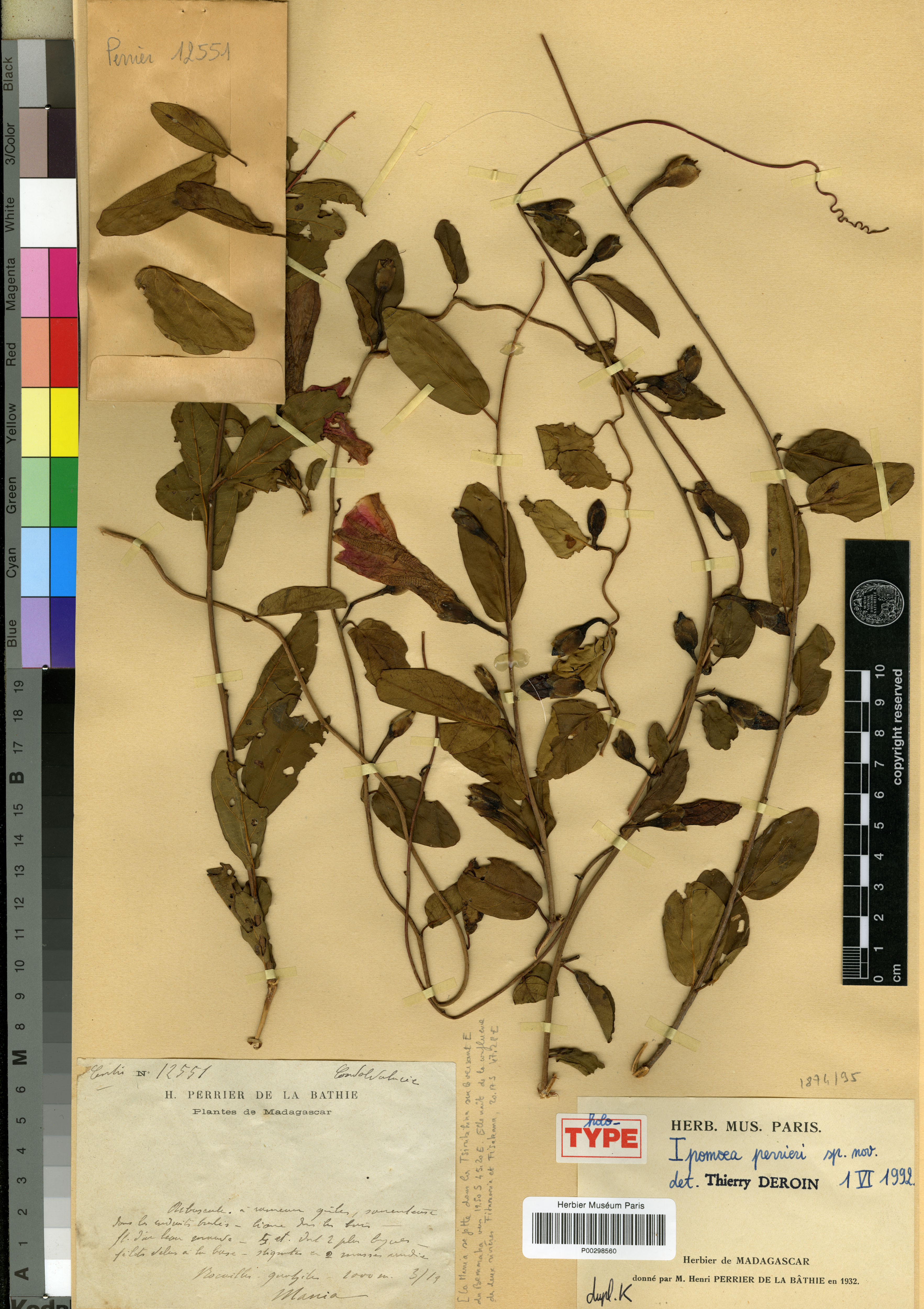

Ipomoea perrieri är en vindeväxtart som beskrevs av T. Deroin. Ipomoea perrieri ingår i släktet praktvindor, och familjen vindeväxter. Inga underarter finns listade i Catalogue of Life.